# AFP Provida
La AFP ProVida o Administradora de Fondos de Pensiones ProVida es una Administradora de Fondos de Pensión de Chile. Posee 3,3 millones de clientes, más de 1000 ejecutivos y más de 60 sucursales.[cita requerida]

## Historia

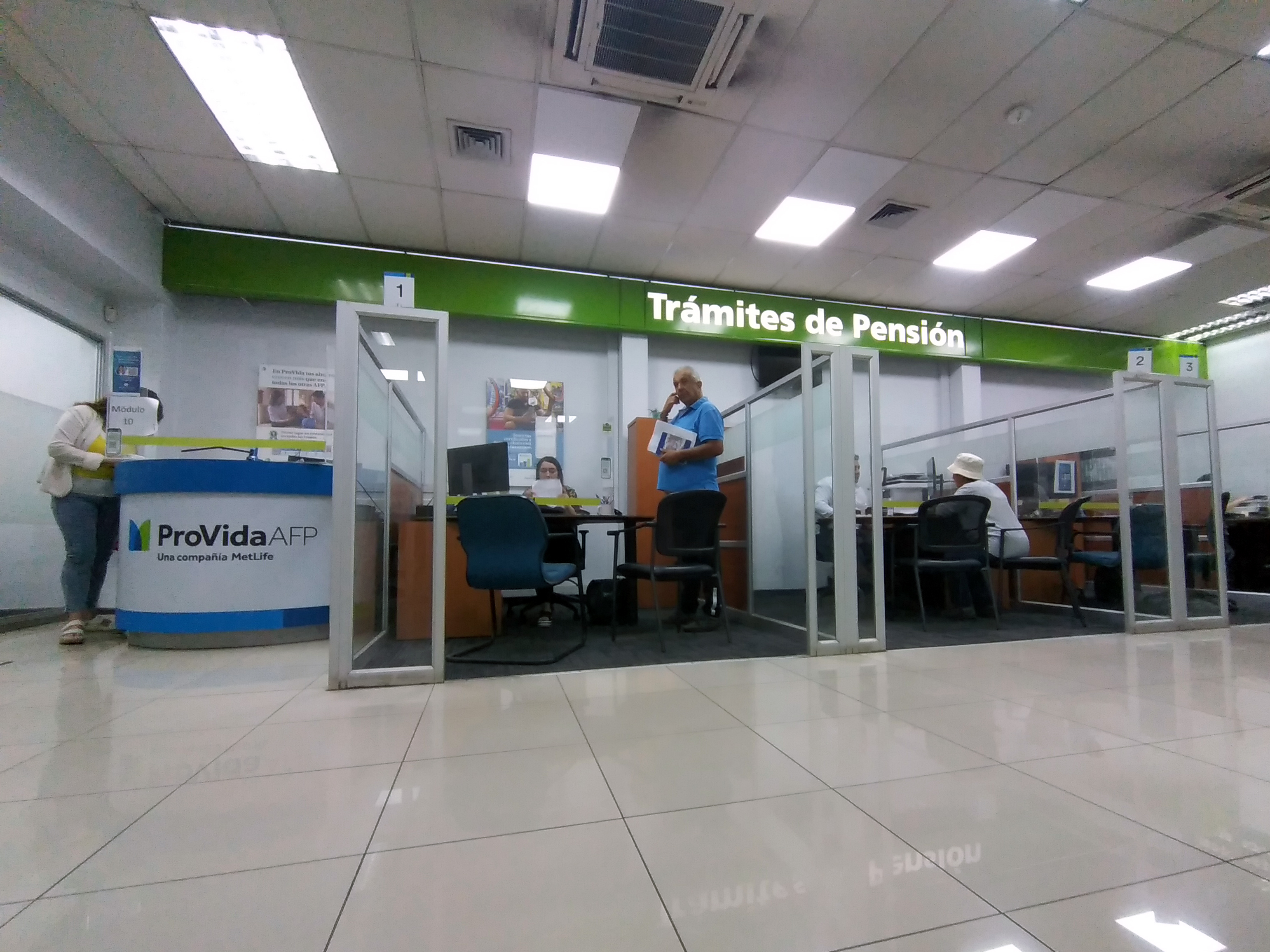
Sucursal de AFP ProVida en Maipú.

ProVida inició sus actividades en el 1 de abril de 1981, siendo una de las primeras AFP de Chile. En 1995 se fusiona con la AFP El Libertador (CAP) y luego en 1998 se fusionó con otras dos AFP: AFP Unión (American International Group) y posteriormente AFP Protección. 
A principios de la década de 2000 es adquirida por BBVA cambiando su nombre a BBVA ProVida. En octubre de 2013 ProVida es adquirida por MetLife, llamándose hoy en día ProVida AFP, una compañía MetLife.

## Servicios
La compañía ofrece servicios que incluyen la recaudación de las cuotas de afiliación, la gestión de las cuentas individuales de capitalización, la inversión de las contribuciones de afiliados a los Fondos de Pensiones administrados por la Administradora de Fondos de Pensiones (AFP), la asignación de la vida y de invalidez para los afiliados, y la administración de pensiones definidos que se especifican y los beneficios de jubilación. 

## Propiedad de la compañía
Desde octubre de 2013 es propiedad de la compañía estadounidense MetLife, luego de que esta última comprara a BBVA el 64,3 % del control de la AFP. American Depositary Receipt de ProVida AFP se negocia en la Bolsa de Nueva York.